# Michael Des Barres
Michael Des Barres (Londres, Inglaterra; 24 de enero de 1948) es un actor y cantante inglés. Es más conocido por interpretar a Murdock, un asesino que quiere matar al personaje de MacGyver en la serie homónima.
Ha organizado durante 4 años un festival de rock and roll llamado Don't Knock the Rock Film Festival.
Ha aparecido en diversas películas y ha actuado como estrella invitada en series televisivas como Lois y Clark, Jungle Book: Lost Treasure, Melrose Place y ALF. Además, ha puesto voz a varios personajes animados.

## Discografía

### Álbumes como solista
- I'm Only Human (1980)
- Somebody Up There Likes Me (1986)

### conSilverhead
- Silverhead (1972)
- 16 and Savaged (1973)
- Live at the Rainbow (1975)

### conDetective
- Detective (1977)
- It Takes One To Know One (1977)
- Live from the Atlantic Studios (1978)

### conChequered Past
- Chequered Past (1984)

### conThe Michael Des Barres Band
- Carnaby Street (2012)